# Johann Warkentin
Johann Warkentin (* 11. Mai 1920 in Spat (Krim); † 9. April 2012 in Berlin) war ein russlanddeutscher Schriftsteller, Dichter, Literaturkritiker, Redakteur sowie Übersetzer und lebte bis zu seinem Tod in Berlin.

## Leben
Johann Warkentin stammte aus einer russlandmennonitischen Familie, deren Sprache das niederdeutsche Plautdietsch ist. Sein Studium der Anglistik in Leningrad wurde durch den Kriegsausbruch gestoppt, nach dem er zunächst Militärdolmetscher im Blockadewinter 1941/1942 war, dann aber wie alle Russlanddeutschen nach Sibirien deportiert wurde und von 1942 bis 1946 Zwangsarbeit verrichtete. 1948 konnte er seine unterbrochene Laufbahn fortsetzen und unterrichtete Englisch, Deutsch und Latein an Schulen und Hochschulen im Altaigebiet, in Kasachstan und Baschkirien.
Warkentin war aktiv an der Neubelebung der deutschsprachigen Nachkriegspresse und der deutschen Literatur in der Sowjetunion nach 1956 und am Kampf um die Wiederherstellung der deutschen Autonomie zehn Jahre später beteiligt. 1955–1957 gehörte er zur Redaktion der ersten deutschsprachigen Zeitung der Nachkriegszeit Arbeit in Barnaul/Sibirien. Von 1969 bis 1980 war er Redakteur der deutschsprachigen Wochenschrift Neues Leben in Moskau. In dieser Zeit schrieb er u. a. Stimmen aus den 15 Republiken, Kritisches zur sowjetdeutschen Literatur, Gesammeltes oder Streiflichter.
1981 reiste er in die damalige DDR aus. Populär auch im Westen wurde Warkentin nach der Wende. 1992 veröffentlichte er Russlanddeutsche – Woher? Wohin? (Neuauflage 2006) und 1996 Russlanddeutsche Berlin-Sonette. Dazwischen und danach erschienen aus seiner Feder viele überwiegend literaturkritische Beiträge in deutschen, russisch-deutschen sowie russlanddeutschen Zeitungen und Zeitschriften.
2002 erhielt Warkentin von Johannes Rau das Bundesverdienstkreuz am Bande.

## Werke (Auswahl)
- Russlanddeutsche Berlin-Sonette, Landsmannschaft der Deutschen aus Russland e.V., Stuttgart 1996, ISBN 3-932130-01-4.
- Gesammeltes. Verse und Nachdichtungen (Auswahl von Robert Weber), Verlag Progress, Moskau 1980.
- Geschichte der rußlanddeutschen Literatur, Landsmannschaft der Deutschen aus Russland e.V., Stuttgart.
- Übersetzers Frust und Freud, Sachbuch, BMV Verlag Robert Burau, Lage/Lippe, ISBN 3-935000-07-3.
- Nachdichtungen. Höhepunkte der russischen Lyrik (russisch/deutsch), BMV Verlag Robert Burau, Lage/Lippe 2000, ISBN 3-935000-00-6.
- Spuren im losen Sand. Gesammelte Verse, BMV Verlag Robert Burau, Lage/Lippe 2005, ISBN 3-935000-53-7.